# Castello di Montebello (Bellinzona)
Das Castello di Montebello ist eine Spornburg in Bellinzona, dem Hauptort des Kantons Tessin in der Schweiz. Als eine der drei Burgen von Bellinzona gehört sie seit 2000 zum Welterbe der UNESCO, zusammen mit dem Castelgrande, dem Castello di Sasso Corbaro und der Murata. Sie ist gleichzeitig ein Kulturgut von nationaler Bedeutung. Die Burg liegt bei 313 m ü. M. auf einem felsigen Vorsprung östlich der Altstadt und ist mit der Stadtmauer verbunden.

## Geschichte

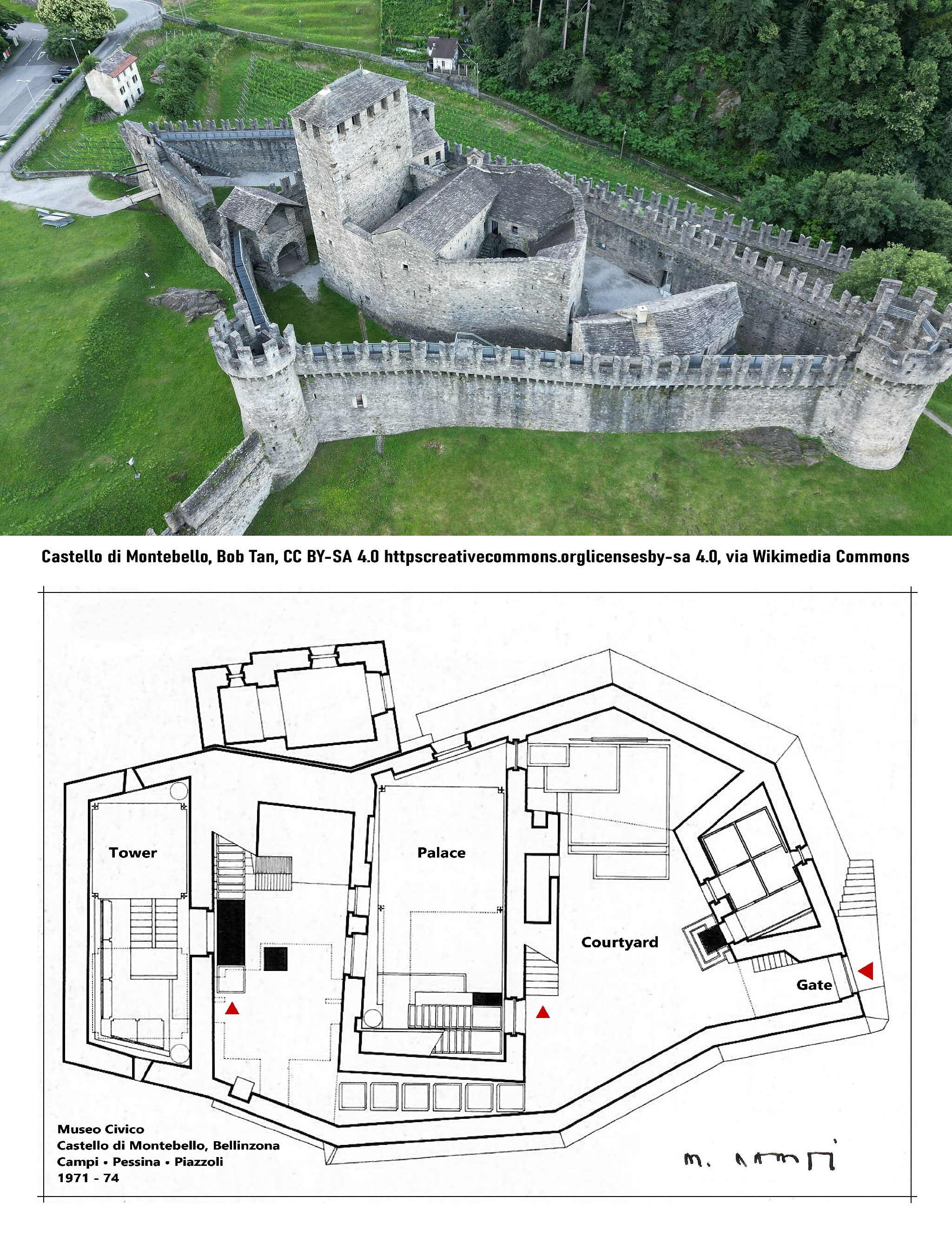
Luftbild (2022) und Grundriss der Kernburg (1974)

Für diese Burg sind verschiedene Bezeichnungen überliefert. Im 14. und 15. Jahrhundert wurde sie wahlweise Castello piccolo (kleine Burg), Castello nuovo (neue Burg) oder Castello di mezzo (mittlere Burg) genannt. Ab 1506 hiess sie Castello di Svitto (Schloss Schwyz), abgeleitet nach ihrem Besitzer, dem eidgenössischen Stand Schwyz. Ab 1818 war auch die Bezeichnung Castello San Martino geläufig.
Im Verlaufe des 13. Jahrhunderts lösten sich die lombardischen Städte Mailand und Como mehrmals als Herrscher über Bellinzona ab. Vor 1300 liessen die Rusca, eine adlige Familie aus Como, auf einem Felssporn östlich der Stadt das Castello di Montebello errichten, als Ergänzung zum bereits bestehenden Castelgrande. Die erstmalige Erwähnung erfolgte im Jahr 1313. Como wurde 1335 von Mailand erobert und die Rusca mussten sich nach Bellinzona zurückziehen. Hier planten sie einen Aufstand gegen die mailändischen Visconti, der aber letztlich scheiterte. Im Jahr 1340 fiel auch Bellinzona an Mailand und die Rusca durften lediglich Montebello als Privatbesitz behalten.
1500 unterwarf sich Bellinzona der Herrschaft der Eidgenossen, 1503 bestätigte der Friede von Arona die neuen Machtverhältnisse. Die Stände Uri, Schwyz und Nidwalden teilten 1506 die drei Burgen unter sich auf, wobei Schwyz das Castello di Montebello erhielt. Die Schwyzer begnügten sich mit der Stationierung einer kleinen Garnison für den Ordnungs- und Polizeidienst. 1803 ging die Burg in den Besitz des neu gegründeten Kantons Tessin über und wurde im 19. Jahrhundert allmählich dem Verfall überlassen. Um 1900 gab es erste Bestrebungen, die Burg als Baudenkmal zu erhalten, von 1920 bis 1955 fanden umfassende Sicherungs- und Wiederherstellungsarbeiten statt.
Zwischen 1971 und 1974 bauten die Architekten Mario Campi, Franco Pessina und Niki Piazzoli das mittelalterliche Schloss in ein archäologisches Museum um. Zugefügte architektonische Bauelemente sind von der historischen Bausubstanz optisch getrennt oder als Hängekonstruktion abgesetzt und orientieren sich an den Prinzipien der Charta von Venedig.

## Bauwerk

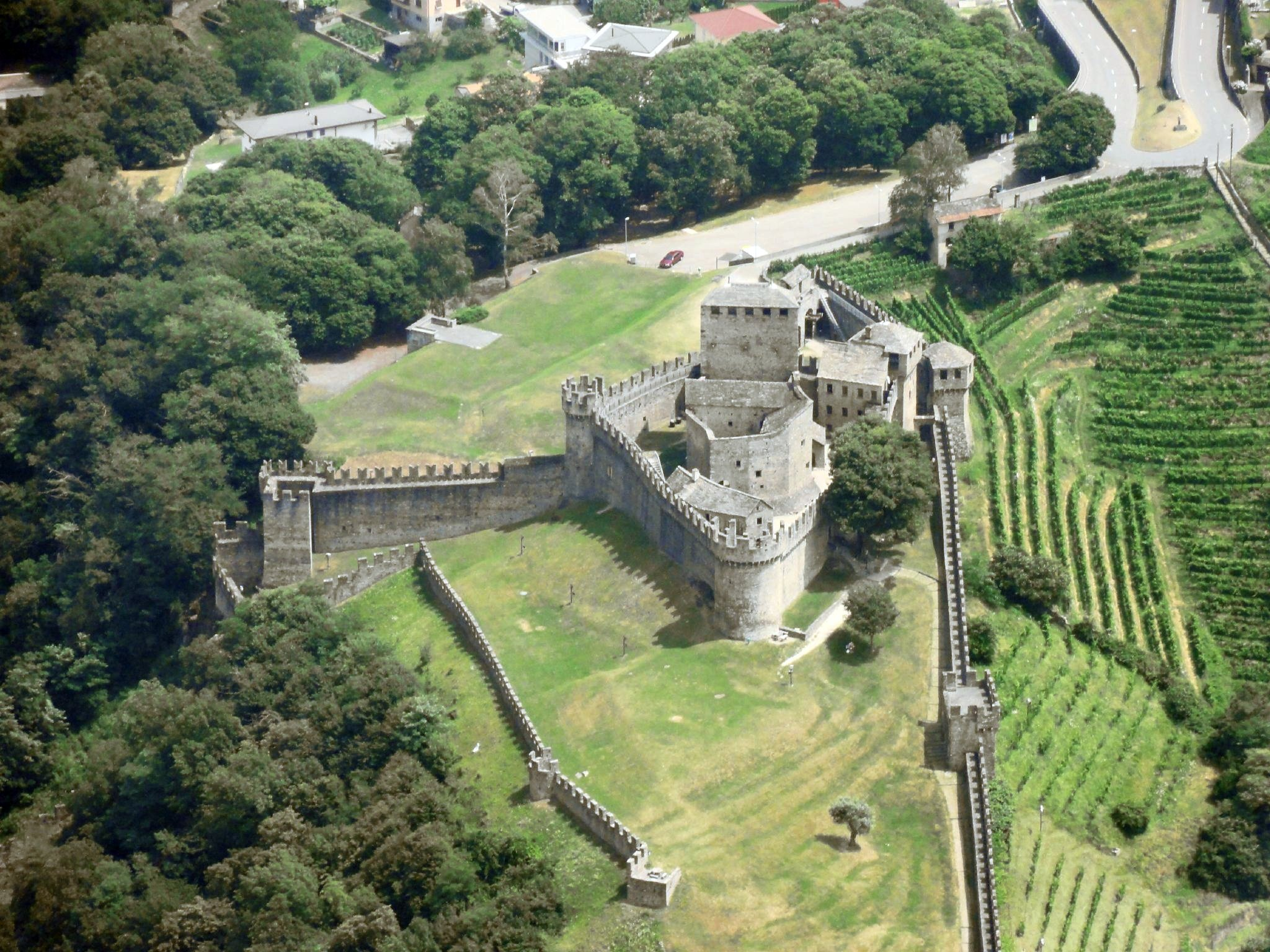
Luftbild

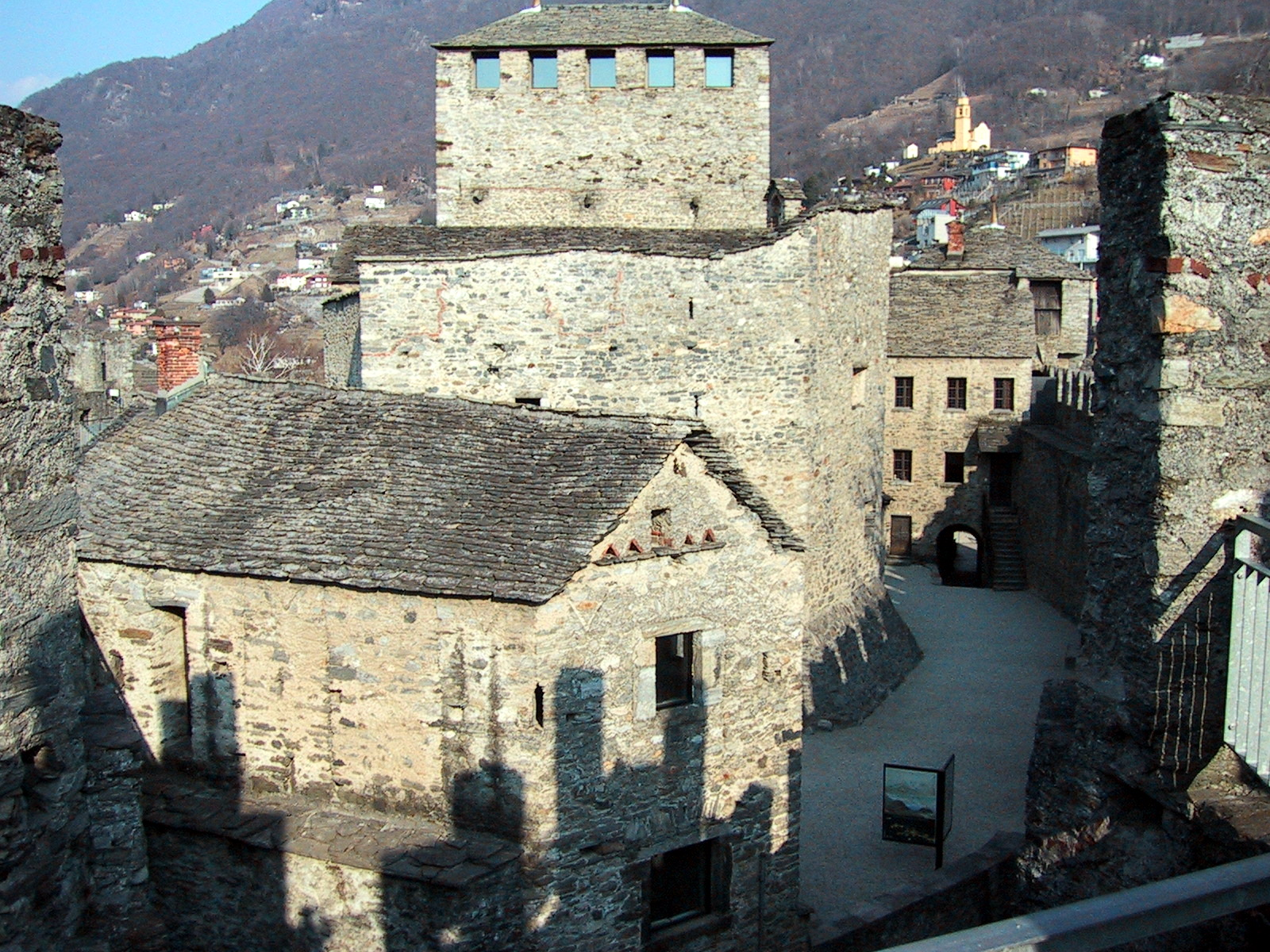
Kernburg

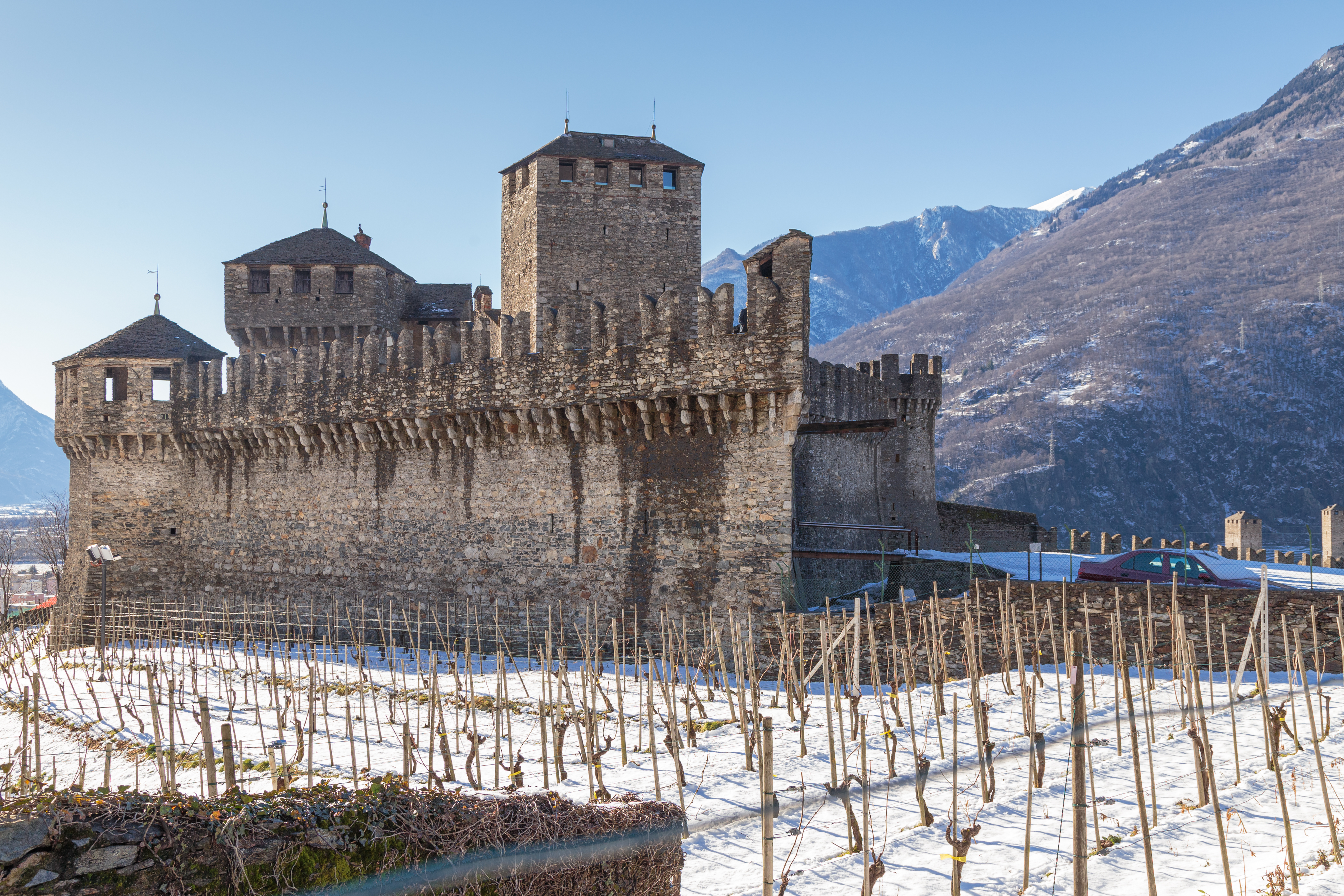
Castello di Montebello im Winter

Ihre endgültige Gestalt erhielt die Burg zwischen 1462 und 1490, als die alte, baufällig gewordene Anlage aus dem 13. Jahrhundert instand gesetzt und in mehreren Etappen erweitert wurde. Da die Burganlage relativ leicht zugänglich ist, vor allem von Osten her, mussten zusätzlich tiefe Gräben ausgehoben werden. Der Grundriss hat die Form einer verschobenen Raute, wobei an den beiden stumpfwinkligen Ecken die Stadtmauern anschliessen.
Die Kernanlage, ein länglicher und unregelmässiger Bering, stammt aus der ersten Phase am Ende des 13. Jahrhunderts. In dessen nordöstlichen Ecke ragt ein Turm mit Zinnenkranz und flachem Walmdach auf. Möglicherweise ist er eine unzutreffende Rekonstruktion, die im Jahr 1903 vorgenommen wurde. Abbildungen aus dem 17. Jahrhundert zeigen an dieser Stelle nämlich ein viergeschossiges Gebäude mit Pultdach. An der Westseite ist ein Hocheingang ins Innere der Kernburg angebracht (heute über eine Freitreppe erreichbar). Ebenfalls zur Kernburg gehört eine kleine um 1600 errichtete Kapelle, die dem Heiligen Martin geweiht ist.
Mitte des 14. Jahrhunderts wurde die Kernburg um einen Bering in einem Abstand von 7 bis 15 Metern erweitert. Reste davon sind in der jüngeren Ringmauer des 15. Jahrhunderts enthalten, ebenso in einem westlich gelegenen Nebenbau. Ein tiefer Halsgraben, über den der Zugang führt, schützt das Areal gegen Osten. Zum Zugang gehört auch das innere Tor. Östlich des Halsgrabens erhebt sich ein spitzwinkliges Vorwerk mit dem äusseren Tor und einem weiteren vorgelagerten Graben. Ein Brustwehr schliesst den älteren Halsgraben gegen Norden ab, ein Flankierungsturm gegen Süden. An der West- und Nordecke des Berings erheben sich runde Flankierungstürme. Eine zinnenbewehrte Mauer mit einem kleinen Flankierungsturm begrenzt das westliche Vorfeld. Auf dem freien Platz zwischen Kernburg und stadtseitiger Aussenbefestigung konnten Truppen untergebracht und Kriegsmaterial gelagert werden.
Im Kernbau des Castello di Montebello befindet sich heute das Museo civico e archeologico. In diesem Stadtmuseum werden hauptsächlich archäologische Funde aus Bellinzona und Umgebung gezeigt.